# Union voltaïque
L'Union voltaïque (UV), précédemment nommé Union pour la défense des intérêts de la Haute-Volta (UDIHV), est un parti politique de la Haute-Volta actuel Burkina Faso créé en juin 1946.

## Historique
Il a été créé peu après la Seconde Guerre mondiale à l'initiative du gouverneur français Albert Mouragues, et ce dernier a été accusé d'ingérence dans les élections locales de juin 1948 pour le compte du parti. Créé en 1945 sous le nom d’Union pour la défense des intérêts de la Haute-Volta, l'UDIHV  était une alliance de jeunes Voltaïques de formation catholique et de chefs traditionnels qui s'opposait à la domination de la Haute Côte d'Ivoire avant de devenir un véritable parti politique sous le nom Union voltaïque en juin 1946,. Parmi les premiers membres, on trouve Joseph Conombo, Henri Guissou, Joseph Ouedraogo et Maurice Yaméogo,.
Aux élections de 1951, UV envoya quatre membres à l'Assemblée nationale : le Dr Joseph Conombo, Henri Guissou, Nazi Boni et Mamadou Ouédraogo. Cependant, lorsque son principal soutien, le gouverneur Mouragues, quitte la Haute-Volta en 1953, l'unité de l'UV devient fragile. En 1955, Conombo et Guissou créent un nouveau parti, le Parti social pour l'émancipation des masses africaines (PSEMA). De même, Nazi Boni fonde la même année le Mouvement populaire africain (MPA).